# CPLD

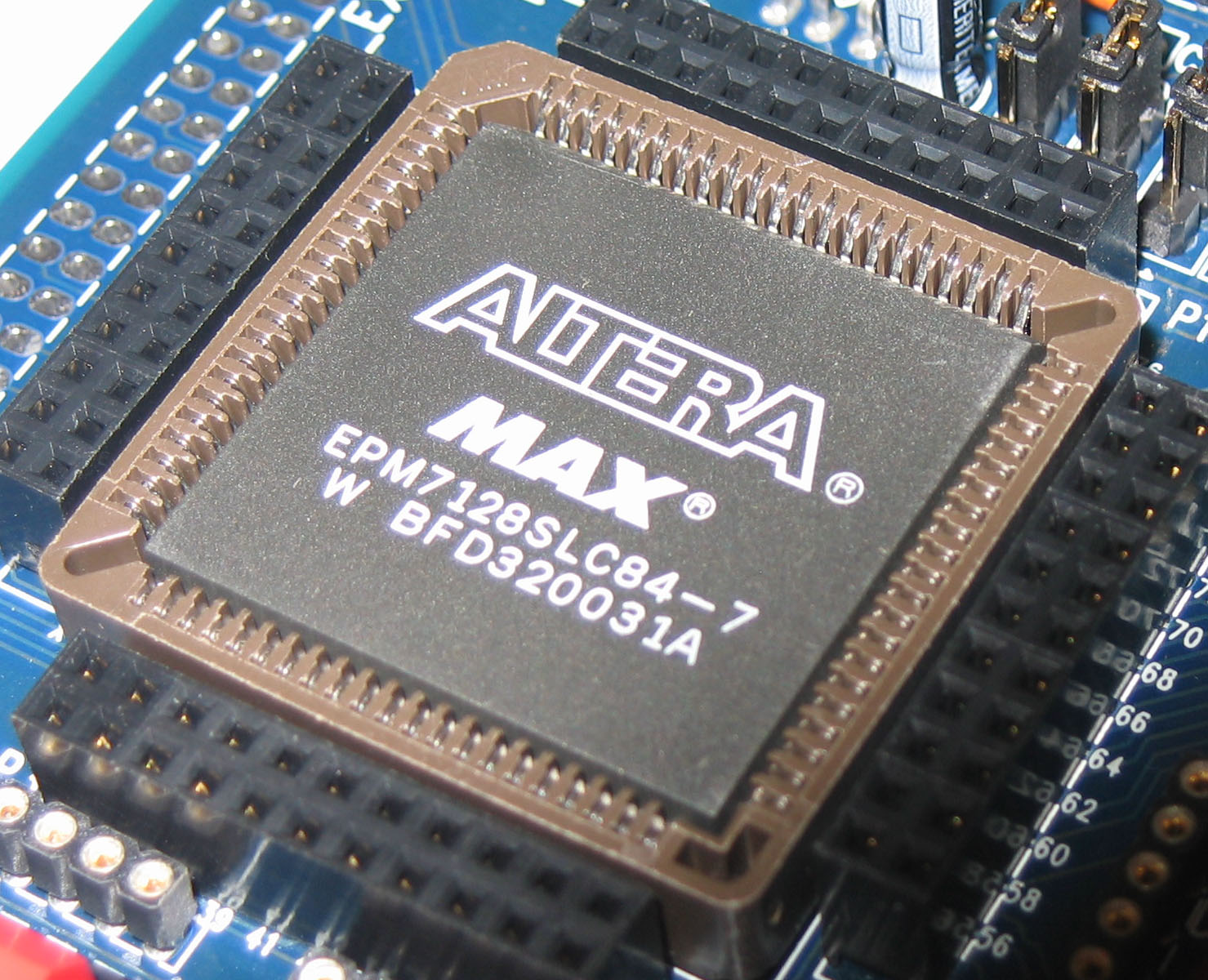
CPLD ПЛІС Altera MAX 7128, еквівалентна 2500 логічним вентилям

CPLD (англ. Complex programmable logic device) — програмовані логічні інтегральні схеми (ПЛІС), інтегральні схеми з програмованою користувачем структурою (ASSP).

## Спільні особливості технології CPLD зPAL
- Енергонезалежна конфігураційна пам'ять. На відміну від більшості FPGA, зовнішній конфігураційний чип ROM не потрібний, і CPLD може функціонувати негайно відразу після системного запуску (включення).
- Для багатьох CPLD — пристроїв, маршрутизація влаштована так, що обмежує більшість логічних блоків у можливості підключення їх до каналів вводу/виводу через зовнішні штирі. Цим самим зменшуються можливості по скороченню використання внутрішньої пам'яті мікросхем і багаторівневої логіки. Однак це обмеження вже не характерно для великих і більш нових сімейств CPLD.

## Особливості, спільні у CPLD і FPGA
- Велика кількість доступних логічних пристроїв. CPLD зазвичай мають від тисяч до десятків тисяч логічних пристроїв, що дозволяє їм обробляти дані від помірно складних пристроїв. PAL зазвичай мають щонайбільше по кілька сотень логічних пристроїв, у той час як в FPGA можуть мати їх в кількостях від десятків тисяч до кількох мільйонів.
- FPGA можливе програмування більш гнучкої і складної логіки, ніж найпростіші вирази типу суми добутків. Це забезпечується можливістю проводити більш складні шляхи зв'язку між макрокомірками пристрою, і вбудованою спеціалізованою логікою для здійснення різних стандартних функцій, типу арифметики цілого числа.

## Різниця між CPLD і FPGA
У CPLD програмуються з'єднання між логічними елементами. У FPGA — конфігуруються функції елемента в масиві елементів.
Але взагалі, з розвитком CPLD і FPGA стали більш умовними відмінності між цими двома типами пристроїв, і вони продовжують розвиватися. Але такі архітектурні переваги CPLD, як дешева, енергонезалежна конфігурація, і макрокомірки з передбачуваними характеристиками параметрів синхронізації, будуть, ймовірно, досить вагомі для того, щоб поділ цих виробів за типами залишався.